# ワイナ・ポトシ
ワイナ・ポトシ（西: Huayna Potosí）は、ボリビア・アンデスのレアル山群にある山である。標高6,088m。
ボリビアの事実上の首都ラパスの真北、約20kmに位置する。しかし、ラパスの中心街は谷底であるため、斜面の陰に入ってしまい、直接に見ることはできない。ラパスから谷間を登り切った平原に位置するエル・アルト（国際空港のある近郊都市）からは、すぐ目の前にこの山を見ることができる。
エル・アルト方向から見ると、万年雪を抱いてピラミッド状の整った山容が美しい。尾根伝いに左側にマリア・ロカ山（西: Cerro Maria Lloca, 5,222m）とサルトゥニ山（西: Cerro Saltuni, 5,284m）を、右側にミリュニ峰（西: Cerro Pico Milluni, 5,483m）を従えている。　南側山麓には、エル・アルトより海抜5,000mを越える地点まで、ウガルデ・オルフォソ通り(西: Avenida Alfoso Ugarte)が延びている。
名前はケチュア語で「若い丘」という意味である。ポトシはボリビアの街の名前だが、この山の近くにあるわけではなく、600kmほど南方に位置している。